# Hải Lạng
Hải Lạng là một xã thuộc, tỉnh Quảng Ninh, Việt Nam.
Xã Hải Lạng có diện tích 81,77 km².
+ Phía Đông giáp xã Tiên Lãng
+ Phía Tây giáp xã Yên Than và huyện Ba Chẽ
+ Phía Nam giáp xã Đồng Rui và biển
+ Phía Bắc giáp xã Yên Than
- Quy mô dân số: 5272 người (năm 2011)